# Mistrzostwa Świata w Piłce Nożnej 2014 (eliminacje strefy UEFA)/Baraże
Baraże do Mistrzostw Świata w Piłce Nożnej 2014 w strefie UEFA rozegrane zostały systemem mecz i rewanż. Wzięło w nich udział osiem najlepszych drużyn z drugich miejsc grupowych fazy zasadniczej. Najsłabszą drużyną z drugiego miejsce była drużyna Danii, która jako jeden spośród tych dziewięciu zespołów zakończyła eliminacje w grupie z najmniejszą liczbą punktów. Ze względu na różną liczbę drużyn w grupach, nie liczyły się punkty zdobyte w meczach z zespołami najsłabszymi (zajmującymi w tabeli szóste miejsca).

## Tabela drugich miejsc
| Grupa | Zespół     | M | W | R | P | G+ | G- | +/- | Pkt | Drużyna z 6 miejsca |
| ----- | ---------- | - | - | - | - | -- | -- | --- | --- | ------------------- |
| G     | Grecja     |   | 8 | 1 | 1 | 12 | 4  | +8  | 19  | Liechtenstein       |
| I     | Francja    |   | 5 | 2 | 1 | 15 | 6  | +9  | 17  | -                   |
| H     | Ukraina    |   | 6 | 3 | 1 | 28 | 4  | +24 | 15  | San Marino          |
| F     | Portugalia |   | 6 | 3 | 1 | 20 | 9  | +11 | 15  | Luksemburg          |
| C     | Szwecja    |   | 6 | 2 | 2 | 19 | 14 | +5  | 14  | Wyspy Owcze         |
| E     | Islandia   |   | 5 | 2 | 3 | 17 | 15 | +2  | 14  | Cypr                |
| D     | Rumunia    |   | 6 | 1 | 3 | 19 | 12 | +7  | 13  | Andora              |
| A     | Chorwacja  |   | 5 | 2 | 3 | 12 | 9  | +3  | 11  | Macedonia Północna  |
| B     | Dania      |   | 4 | 4 | 2 | 17 | 12 | +5  | 10  | Malta               |

## Losowanie
Ośmioro uczestników baraży zostało pogrupowanych w cztery pary poprzez losowanie, które odbyło się w Zurychu w dniu 21 października 2013 roku o godz.14:00. Koszyki, w których znalazły się rozlosowane drużyny, zostały ustalone na podstawie rankingu FIFA z października 2013 roku. Mecze zaplanowano w dniach 15 oraz 19 listopada 2013. Zwycięzcy par barażowych awansują do finałów Mistrzostw Świata.

## Podział na koszyki
W nawiasach podano miejsce w rankingu FIFA.
| Koszyk 1                                                | Koszyk 2                                             |
| ------------------------------------------------------- | ---------------------------------------------------- |
| Portugalia (14) Grecja (15) Chorwacja (18) Ukraina (20) | Francja (21) Szwecja (25) Rumunia (29) Islandia (46) |

## Mecze
| Drużyna 1                            | Wynik dwumeczu | Drużyna 2 | Pierwszy mecz | Drugi mecz |
| ------------------------------------ | -------------- | --------- | ------------- | ---------- |
| Portugalia                           | 4−2            | Szwecja   | 1−0           | 3−2        |
| Ukraina                              | 2−3            | Francja   | 2−0           | 0−3        |
| Grecja                               | 4−2            | Rumunia   | 3−1           | 1−1        |
| Islandia                             | 0−2            | Chorwacja | 0−0           | 0−2        |
| Po lewej gospodarz pierwszego meczu. |                |           |               |            |

### Pierwsze mecze
| 15 listopada 2013 20:00 | Islandia | 0−0 | Chorwacja | Laugardalsvöllur, Reykjavík Widzów: 9 765 Sędzia: Alberto Undiano |
|                         |          |     |           |                                                                   |

| 15 listopada 2013 20:45 | Portugalia · C. Ronaldo 82' | 1−0(0−0) | Szwecja | Estádio da Luz, Lizbona Widzów: 61 467 Sędzia: Nicola Rizzoli |
|                         |                             |          |         |                                                               |

| 15 listopada 2013 20:45 | Ukraina · Zozula 61' · Jarmołenko 83' (k.) | 2−0(0−0) | Francja | Stadion Olimpijski, Kijów Widzów: 67 732 Sędzia: Cüneyt Çakır |
|                         |                                            |          |         |                                                               |

| 15 listopada 2013 20:45 | Grecja · Mitroglu 14', 67' · Salpingidis 21' | 3−1(2−1) | Rumunia · 19' Stancu | Stadion Olimpijski, Ateny Widzów: 26 200 Sędzia: Pedro Proença |
|                         |                                              |          |                      |                                                                |

### Rewanże
| 19 listopada 2013 20:00 | Rumunia · Torosidis 55' (sam.) | 1−1(0−1) | Grecja · 23' Mitroglu | Stadionul Național, Bukareszt Sędzia: Milorad Mažić |
|                         |                                |          |                       |                                                     |

| 19 listopada 2013 20:15 | Chorwacja · Mandžukić 27' · Srna 47' | 2−0(1−0) | Islandia | Maksimir, Zagrzeb Sędzia: Björn Kuipers |
|                         |                                      |          |          |                                         |

| 19 listopada 2013 20:45 | Szwecja · Ibrahimović 68', 72' | 2−3(0−0) | Portugalia · 50', 77', 79' C. Ronaldo | Friends Arena, Sztokholm Sędzia: Howard Webb |
|                         |                                |          |                                       |                                              |

| 19 listopada 2013 21:00 | Francja · Sakho 22', 72' · Benzema 34' | 3−0(2−0) | Ukraina | Stade de France, Paryż Sędzia: Damir Skomina |
|                         |                                        |          |         |                                              |

## Zawieszenia
| Poz | Gracz             | Państwo   | Żółta kartka | Czerwona kartka | Zawieszenie na mecz z        | Powód                                                        |
| --- | ----------------- | --------- | ------------ | --------------- | ---------------------------- | ------------------------------------------------------------ |
| POM | Ognjen Vukojević  | Chorwacja | 2            | 0               | Islandią (15 listopada 2013) | Ukarany w dwóch meczach podczas eliminacji z Macedonią       |
| OP  | Panajotis Kone    | Grecja    | 2            | 0               | Rumunią (15 listopada 2013)  | Ukarany w dwóch meczach podczas eliminacji z Liechtensteinem |
| OB  | Ołeksandr Kuczer  | Ukraina   | 2            | 0               | Francja (19 listopada 2013)  | Ukarany w meczu podczas baraży z Francją                     |
| OB  | Laurent Koscielny | Francja   | 0            | 1               | Ukrainą (19 listopada 2013)  | Ukarany w meczu podczas baraży z Ukrainą                     |
| DP  | Costin Lazăr      | Rumunia   | 0            | 1               | Grecją (19 listopada 2013)   | Ukarany w meczu podczas baraży z Grecją                      |